# Ulrich von Zatzikhoven
Ulrich von Zatzikhoven était un écrivain médiéval allemand. Il a écrit sur le cycle arthurien, notamment avec son œuvre la plus connue, Lanzelet.

## Biographie
Son nom et son origine géographique (Zezikon) ne nous sont connus que par son œuvre Lanzelet qu'il a rédigée probablement bien après 1193.
On accepte en général l'idée que Zatzikhoven est Uolricus de Cecinchoven, un prêtre de Lommis dans le canton de Thurgau cité dans un document en 1214, à savoir une liste de souscripteurs lors d'un don de la famille de Toggenburg au couvent St Peterzell le 29 mars 1214.
La seule œuvre connue d'Ulrich von Zatzikhoven est le roman en vers Lanzelet qui est l'adaptation en allemand d'un livre français du cycle arthurien. Le Lancelot de Zatzikhoven est complètement différent de celui de Chrétien de Troyes.
Ulrich cite daz welsche buoch von Lanzelete (V. 9341) comme modèle. L'œuvre serait arrivée en Allemagne dans les bagages du seigneur anglo-normand Hugues de Morville, un des otages échangés contre Richard cœur de lion. Le roi d'Angleterre resta prisonnier de l'empereur Henri VI du 21 décembre 1192 au 4 février 1194. Ulrich aurait pu prendre connaissance du texte à cette époque.